# Pierre Petit de Julleville
Pierre André Charles Petit de Julleville, né le 22 novembre 1876 à Dijon et mort le 10 décembre 1947, est un cardinal français, évêque de Dijon de 1927 à 1936, puis archevêque de Rouen du 10 octobre 1936 au 10 décembre 1947. Ses goûts et son environnement familial le portaient vers l'étude et l'enseignement. S'il peut être qualifié d'humaniste, il le doit sans doute à sa curiosité et à sa vivacité d'esprit, à son goût pour la lecture et l'écriture, à l'équilibre de ses facultés. Mais il met en permanence ses dons intellectuels au service de l'action quotidienne et de l'innovation avec simplicité, bonté et volonté ; une volonté exacerbée à la poursuite d'un idéal élevé, d'une grande Espérance.

## Biographie

### Début de carrière
Quatrième, et seul garçon, d'une famille de cinq enfants, Pierre André Charles Petit de Julleville est né à Dijon - 24 bis, rue Saint-Lazare au domicile de ses parents le 22 novembre 1876. C'est le fils de Louis Eugène Casimir Petit de Julleville professeur à la faculté de lettres de Dijon et de Marie Rose Marty. Ses parents ont contracté mariage à la mairie de Charenton-le-Pont (Val-de-Marne) le 22 septembre 1868. Il est le beau-frère de l'historien Jean Guiraud (1866-1953) et du latiniste et archéologue Auguste Audollent, membre de l'Académie des inscriptions et belles-lettres.
Il suit des études au lycée Janson-de-Sailly de Paris puis à l'université de la Sorbonne (1893-1896) où il obtient une licence d'histoire. Il effectue son service militaire de novembre 1897 à novembre 1898 au 28e régiment d'infanterie d'Évreux. Il poursuit ensuite au séminaire Saint-Sulpice du 13 octobre 1899 à 1903 et reçoit la tonsure ecclésiastique.
C'est au contact de l'abbé Esquerré, au patronage paroissial du Bon Conseil affilié plus tard à la FGSPF, où, dès juillet 1895, il commença à rendre de précieux services, que s'éveilla sa vocation et qu'il décida d'abandonner la carrière universitaire, qui s'ouvrait à lui dans la lignée de son père, professeur à l'École Normale Supérieure, puis à la Faculté des Lettres de Paris.
Après son séminaire à Saint-Sulpice de 1889 à 1893, il est ordonné sous-diacre et diacre par Félix-Jules-Xavier Jourdan de La Passardière, évêque de Rosea. Celui-ci l'ordonne prêtre le 4 juillet 1903 à Paris et célèbre sa première messe à l'église de l'université de la Sorbonne.
Il se rend à Rome, de 1903 à 1905, pour préparer une thèse de doctorat. À son retour à Paris, les lois laïques ne manquaient pas de menacer les communautés religieuses. La Compagnie de Saint-Sulpice n'échappait pas à cette inquiétude. C'est pour cette raison que ses supérieurs décidèrent de faire appel à des prêtres séculiers. Il fut ainsi choisi pour enseigner la théologie dogmatique au Grand séminaire d'Issy (1905-1910).
Il devient ensuite supérieur de l'école Sainte-Croix de Neuilly (1910-1914, 1918-1927) à l'appel du cardinal Amette, archevêque de Paris, à la suite du départ des pères de Sainte-Croix qui avaient dû quitter les lieux en 1901. Il est pendant la Première Guerre mondiale aumônier militaire. C'est avec passion, dévouement, talent et abnégation qu'il contribue à redonner une réputation à cet établissement, où quelque 1 200 élèves étaient accueillis à partir de 1923, et à en faire une place forte des écoles diocésaines de Paris. Il s'inspira profondément des leçons et des expériences de l'abbé Esquerré pour construire l'œuvre éducatrice qui lui avait été confiée. L'essentiel de ses vues a été publié dans un volume intitulé : Le Ministère sacerdotal dans un collège secondaire.

### Accès à l'épiscopat

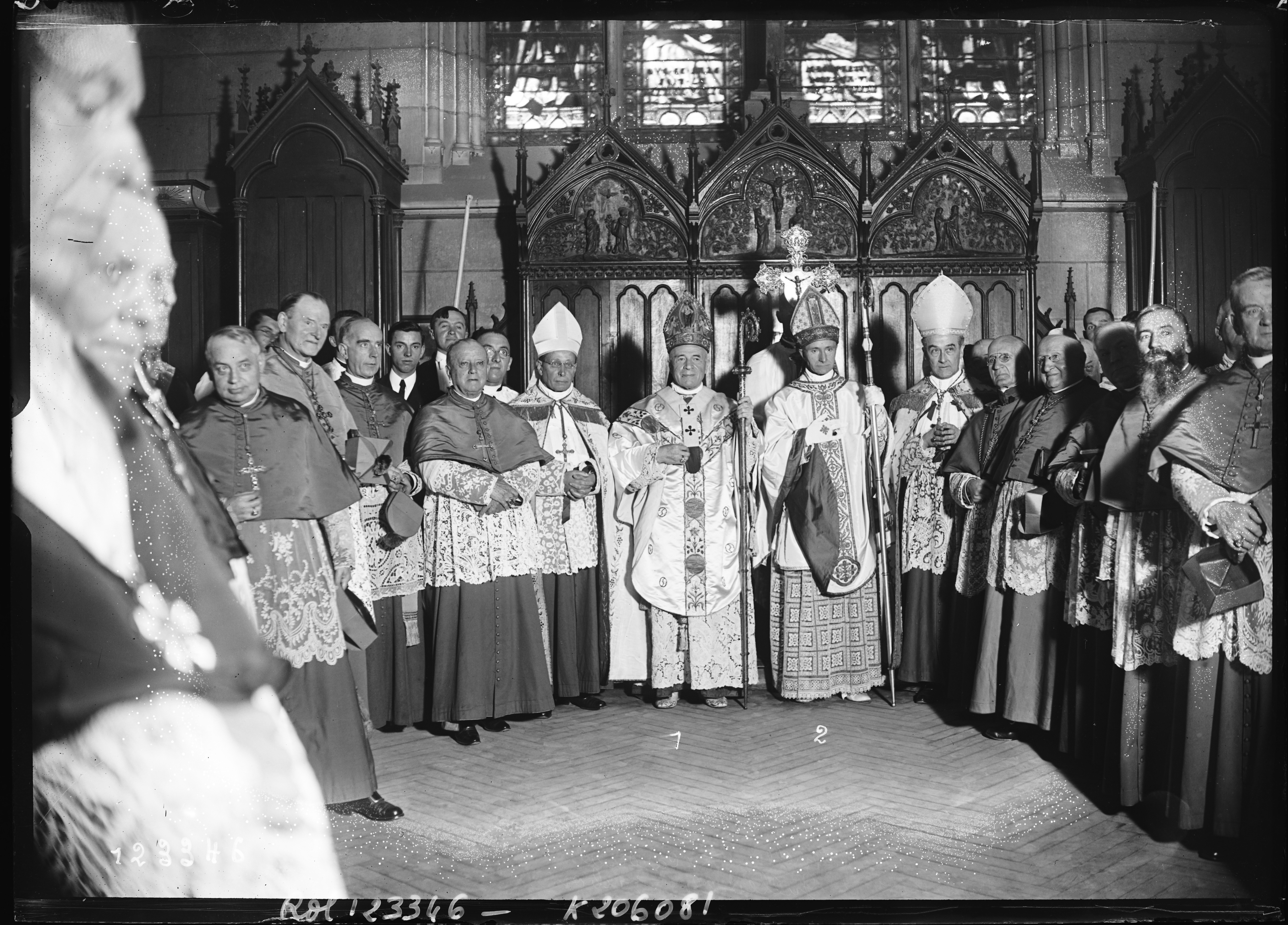
Après le sacre épiscopal de Petit de Julleville à Notre-Dame, les quatre évêques au milieu des chanoines. De gauche à droite : Audollent, Julleville, Dubois et Gaillard.

Pierre Petit de Julleville est nommé évêque de Dijon le 23 juin 1927 et consacré le 29 septembre dans la cathédrale de Paris par le cardinal Dubois, archevêque de Paris, assisté de Louis-Joseph Gaillard, évêque de Meaux et Georges Audollent, évêque de Blois. La formule de l'Action catholique voulue par le pape peut être considérée comme la pensée maîtresse de son épiscopat à Dijon. Là, comme à Rouen, où il fut ensuite nommé archevêque le 7 août 1936, il vise un double but : propager les mouvements d'Action Catholique nationaux en développant le relais diocésain et surtout redonner force et dynamisme à toutes les initiatives prises localement dans son diocèse.
Petit de Julleville contribue aussi à la mise en œuvre de rouages institutionnels au sein de l'enseignement catholique ; ainsi il fonde, en 1925, le syndicat des chefs d'établissements d'enseignement libre et en 1942, il impulse la création d'un poste de directeur diocésain de l'enseignement religieux, à côté de ceux, déjà créés, de directeur de l'enseignement libre et de directeur des Œuvres.
Il est durant la période du 18 septembre 1936 au 15 mai 1937 administrateur apostolique de l'évêché de Dijon, avant la nomination de Guillaume Sembel.

### Le cardinalat
En dépit d’un état de santé précaire, ce prélat qui s’est obstinément opposé à tout compromis avec les autorités allemandes d’occupation est créé cardinal par Pie XII lors du consistoire du 18 février 1946. Il reçoit le chapeau rouge et le titre de cardinal-prêtre de Santa Maria in Aquiro le 22 février. Il n’est pas impossible que ce geste ait été un gage de bonne volonté au moment où se négociait, au plus haut niveau de l’État, le sort des évêques, nombreux, qui s’étaient compromis avec le régime de Vichy et, dans de rares cas, entrèrent dans une collaboration active avec l’occupant.
Il est membre du Centre national de catéchisme créé le 14 mai 1946. Il est fait chevalier de la Légion d'honneur la même année.

### Fin de vie
Il meurt le 10 décembre 1947 à Rouen, des suites des complications d'un rhume. Ses obsèques ont lieu le 18 décembre en présence des cardinaux Liénart, Suhard, Gerlier et Roques, de Roncalli, nonce apostolique, ainsi que des évêques de la province ecclésiastique et des autorités civiles. Il est enterré dans la cathédrale de Rouen. Son épitaphe est gravée dans la chapelle de la Vierge :

## Succession apostolique
Pierre Petit de Julleville a ordonné les évêques suivants :
- Évêque Gabriel Brunhes (1932)
- Archevêque Louis Parisot, S.M.A. (1935)
- Archevêque Émile Blanchet (1940)
- Évêque Daniel-Auguste Lemonnier (1947)

## Distinctions
- Chevalier de la Légion d'honneur (1946).

## Hommages
À Rouen, la rue menant à l'archevêché porte son nom, ainsi qu'un square du 17e arrondissement de Paris (à proximité de Neuilly, à l'angle du boulevard d'Aurelle-de-Paladines et de la rue Gustave-Charpentier) à l'emplacement des anciennes cours de récréation de l'École Sainte-Croix de Neuilly.